# Chu Kim Đức
Chu Kim Đức (Hanói, 1980) es una arquitecta vietnamita que promueve el derecho de los niños a jugar en Vietnam mediante el diseño de parques infantiles con productos reciclados. Es cofundadora y directora de Think Playgrounds.

## Trayectoria
En 2003, Chu Kim Đức se licenció en Planificación Urbana en Hanói, y luego en Versalles, Francia estudió dos cursos de historia de los jardines, del patrimonio y del paisaje. En 2007 regresó a su país para abrir su propia empresa de paisajismo y construcción. Ha liderado varios proyectos relacionados con los espacios públicos y los parques infantiles en Vietnam. En 2012, Chu decidió hacer películas experimentales.
En 2014, Chu decidió organizar un día de juego con la ayuda de Judith Hansen y la Embajada de Estados Unidos en Vietnam. Las escuelas privadas e internacionales recaudaron fondos para el proyecto del parque infantil y, con el dinero recibido, construyeron parques infantiles comunitarios. Su empresa Think Playgrounds se convirtió en una empresa social en 2016. En 2020, esta empresa contaba con 15 empleados y diseñó 180 parques infantiles comunitarios fabricados con materiales reciclados como neumáticos, troncos, muebles y chatarra, plástico y madera, más de la mitad de ellos están en la capital. Cada parque tarda un o dos meses en construirse, la mitad de ese tiempo se dedica a verificar el diseño con las autoridades locales; y la otra mitad, en la implementación.del proyecto.
La característica de los parques impulsados por Chu Kim Đức es que están hechos de materiales reciclados que se han integrado en toboganes, tirolesas, juegos infantiles, columpios y otras estructuras para que los niños jueguen gratis. Su organización ha estado trabajando estrechamente con promotores inmobiliarios para reservar una parte del terreno de los proyectos de construcción para poner parques infantiles. También organiza talleres para concienciar al público sobre la necesidad de parques infantiles. En 2020, trabajó en parques infantiles terapéuticos para el Hospital Nacional Infantil de Vietnam en Hanoi y en el primer parque infantil de bajas emisiones de carbono de la ciudad.

## Reconocimientos
En 2017, fue la ganadora del primer premio en el concurso por la «Sensibilización sobre Soluciones de Ciudades Verdes» organizado por la Red de Antiguos Alumnos Vietnam-Dinamarca. En 2020, la BBC nombró a Chu Kim Đức como una de las 100 mujeres más inspiradoras del mundo por su papel en la promoción del derecho de los niños al juego. En 2022, fue una de las ganadoras del Asia Pacific Social Innovation Partnership Award que reconoce la labor de innovadores sociales destacados en la región Asia-Pacífico.